# غاستون جوليا
غاستون موريس جوليا (بالفرنسية: Gaston Julia)‏ هو عالم رياضيات فرنسي.